# Akordi z alteriranimi toni
Akordi z alteriranimi toni so štiri- ali več-tonski akordi, sestavljeni iz durovega (molovega) trizvoka in dodanega osnovnega tona v oktavni podvojitvi, ki ga zvišamo za interval zv1. Skladatelji tovrstne akorde najbolje uporabljajo v orkestralnih delih, kjer je možnih podvojitev tonov (in njihovih naknadnih alteracij) več. Tehnika je primerna predvsem za tonalne akorde, pri čemer se lahko podvojeni toni alterirajo navzgor ali navzdol. Primer: iz akorda c-e-g lahko razvijemo akord cis-e-g-c-es-ges-c-e-gis, pri čemer pazimo, da ohranjamo slušno disonantnost zvečanih oziroma zmanjšanih oktav. V nasprotnem primeru (če vse tone trizvoka alteriramo navzgor in navzdol – in če med njimi ni razdalje zv. oktave, na primer ges-g-gis v razdaljah ½ tona) začenja v akustičnem smislu struktura spominjati na zvočno ploskev ali na prenasičen interpolacijski akord. Tonski agregat pri trizvoku, ki so mu dodane vse alteracije navzgor in navzdol, namreč obsega devet tonov. 
Akordi z alteriranimi toni se statistično pojavljajo med vertikalnimi strukturami s štirimi ali več toni. V praksi zaradi podvajanja nekaterih tonov ti akordi nimajo določene zgornje meje števila tonov, teoretično (v implodiranem smislu, kjer se toni ne ponavljajo) pa so lahko le od štiri- do devettonski. 
Tovrstne akorde je v svojih delih pogosto uporabljal skladatelj Olivier Messiaen (npr. v skladbi Kvartet za konec časov).